# 3+3
Az 1973-as 3+3 a The Isley Brothers nagylemeze. Ez az első albumuk, melyet az Epic Records T-Neck vállalatánál készítettek, továbbá abban is első, hogy a három alapító tag helyett egy hatszemélyes együttes zenél a lemezen. Bár Ernie és Marcin Isley, valamint sógoruk Chris Jasper már 1969 óta segédkeztek a The Isley Brothers-albumok munkálatai során, csak a 3+3 után lettek az együttes tagjai. Szerepel az 1001 lemez, amit hallanod kell, mielőtt meghalsz című könyvben.
A lemez legismertebb dala a That Lady, Pt. 1 & 2, mely Top 10-es popsláger lett. Említésre méltó továbbá a What It Comes Down To (Top 5-ös R&B-sláger), valamint Summer Breeze című feldolgozásuk (Top 10-es R&B-sláger). Ez az első albumuk, mely platinalemez lett.
2001. december 4-én jelent meg Super Audio CD-kiadása.

## Az album dalai
|    | Cím                            | Szerző(k)          | Hossz |
| -- | ------------------------------ | ------------------ | ----- |
| 1. | That Lady, Pt. 1 & 2           | The Isley Brothers | 5:35  |
| 2. | Don't Let Me Be Lonely Tonight | James Taylor       | 3:59  |
| 3. | If You Were There              | The Isley Brothers | 3:23  |
| 4. | You Walk Your Way              | The Isley Brothers | 3:06  |
| 5. | Listen to the Music            | Tom Johnston       | 4:06  |
| 6. | What It Comes Down To          | The Isley Brothers | 3:54  |
| 7. | Sunshine (Go Away Today)       | Jonathan Edwards   | 4:22  |
| 8. | Summer Breeze                  | Seals & Crofts     | 6:12  |
| 9. | The Highways Of My Life        | The Isley Brothers | 4:53  |

## Helyezések

### Album
| Év   | Lista (Billboard) | Helyezés |
| ---- | ----------------- | -------- |
| 1973 | Black Albums      | 2        |
| 1973 | Pop Albums        | 8        |

### Kislemezek
| Év   | Kislemez               | Helyezés (Billboard) | Helyezés (Billboard) |
| Év   | Kislemez               | Black Singles        | Pop Singles          |
| ---- | ---------------------- | -------------------- | -------------------- |
| 1973 | That Lady (Part 1)     | 2                    | 6                    |
| 1973 | What It Comes Down To  | 5                    | 55                   |
| 1974 | Summer Breeze (Part 1) | 10                   | 60                   |

## Közreműködők
- Ronald Isley – ének, háttérvokál
- Rudolph Isley – ének, háttérvokál
- O'Kelly Isley, Jr. – ének, háttérvokál
- Ernie Isley – gitár, dob, ütőhangszerek
- Marvin Isley – basszusgitár
- Chris Jasper – zongora, billentyűk, clavinet, ARP szintetizátor
- George Moreland – dob, ütőhangszerek
- Truman Thomas – orgona

## Fordítás
Ez a szócikk részben vagy egészben a 3 + 3 című angol Wikipédia-szócikk ezen változatának fordításán alapul.  Az eredeti cikk szerkesztőit annak laptörténete sorolja fel. Ez a jelzés csupán a megfogalmazás eredetét és a szerzői jogokat jelzi, nem szolgál a cikkben szereplő információk forrásmegjelöléseként.